# 广安州 (元朝)
广安州，中国元朝时设置的州。
金朝置东山县，隶属于镇戎州。元朝建立后，经乱荒废。元世祖至元十年（1273年）安西王封守西土，立开成路，在东山寨置广安县，募民居住，不久户口增多。至元十五年（1278年）升广安县设置广安州，治今宁夏回族自治区彭阳县西南古城镇。辖境相当今彭阳县全境和固原县东部。明太祖洪武二年（1369年）明朝废除广安州。